# Orbitaaloverlap
Het begrip orbitaaloverlap verwijst in de scheikunde naar de mate waarin 2 orbitalen (veelal atomaire orbitalen) met elkaar overlappen om op deze manier een chemische binding te vormen. Het concept van orbitaaloverlap werd geïntroduceerd door Nobelprijswinnaar Linus Pauling om de experimenteel bepaalde bindingshoeken in moleculen te verklaren. Het vormt onder meer de basis voor de constructie van moleculaire orbitalen en voor het hybridisatiemodel.

## Wiskundige beschrijving
Wiskundig gezien kan de overlap van twee atomaire orbitalen φi en φj beschreven worden als een integraal van het type:
{\displaystyle S_{ij}=\int \varphi _{i}\varphi _{j}\ d\tau }
Dit is de overlapintegraal, die de efficiëntie van overlap vastlegt. Het aandeel van ieder atoomorbitaal in de overlap kan kwantitatief worden uitgedrukt als de overlapcoëfficiënt, respectievelijk ci en cj. De orbitaaloverlap bepaalt hoe sterk een binding is: hoe groter de waarde van de overlapintegraal, des te groter de bindingsenergie.
In het bijzondere geval dat de wiskundige functies φi en φj een orthonormale set vormen, herleidt de overlapintegraal zich tot een Kroneckerdelta. Op die manier kan bijvoorbeeld bepaald worden dat er geen overlap mogelijk is tussen een px-orbitaal van het ene atoom en een pz-orbitaal van het andere atoom, omdat ze orthogonaal staan ten opzichte van elkaar, oftewel:
{\displaystyle S_{xz}=\int \varphi _{p_{x}}\varphi _{p_{z}}\ d\tau =\delta _{xz}=0}
De overlap wordt dus 0.

## Symmetrie-gebonden eigenschappen
De mate waarin orbitalen met elkaar kunnen overlappen wordt voornamelijk bepaald door de vorm (het type orbitaal) en de symmetrie-eigenschappen die zij bezitten. Een s-type orbitaal is een totaal symmetrisch orbitaal (het is niet-angulair afhankelijk) en bezit bijgevolg geen directionaliteit. Dit in tegenstelling tot een p-type orbitaal, waarvan de picturale voorstelling een haltervormige elektronenprobabiliteit beschrijft en waaraan strengere eisen gesteld worden aan de symmetrie van andere orbitalen waarmee het moet overlappen. Zo zullen 2 p-orbitalen die zich loodrecht ten opzichte van elkaar bevinden nooit een overlap kunnen bewerkstelligen, zoals reeds werd aangetoond.